# نالوکسول
نالوکسول (به انگلیسی: Naloxol) یک آنتاگونیست مواد مخدر شبیه نالوکسان با شناسه پاب‌کم ۵۴۹۲۲۷۱ است. 